# جايسون وايت (لاعب كرة قدم)
جايسون وايت (بالإنجليزية: Jason White)‏ (28 يناير 1984 في المملكة المتحدة - ) هو لاعب كرة قدم بريطاني في مركز حراسة المرمى. لعب مع نادي غاينسبورو ترينيتي ونادي مانسفيلد تاون ونادي كينغز لين وShirebrook Town F.C. ‏ وScarborough Athletic F.C. ‏.

## وصلات خارجية
- جايسون وايت على موقع قاعدة بيانات كرة القدم.إي يو (الإنجليزية)
- جايسون وايت على موقع Soccerbase.com (لاعب) (الإنجليزية)